# Ріхард Колль
Річард Колль (нім. Richard Koll; 7 квітня 1897, Кобленц — 13 травня 1963, Берлін) — німецький воєначальник, генерал-лейтенант вермахту. Кавалер Лицарського хреста Залізного хреста.

## Біографія
10 серпня 1914 року вступив добровольцем в 4-й телеграфний батальйон і брав участь в різних боях Першої світової війни в різних полках зв'язку. Після демобілізації армії залишений в рейхсвері. 31 січня 1931 року вийшов у відставку. Знову повернувся до лав збройних сил 1 листопада 1931 року у ролі начальника роти 6-го автотранспортного батальйону.
З початком Другої світової війни переведений в 11-й танковий полк 6-ї танкової дивізії, де 1 січня 1940 року призначений командиром полку. 1 липня 1942 року відправлений резерв фюрера. 1 вересня 1942 року призначений начальником відділу ремонту при Верховному головнокомандуванні вермахту, де пробув до 20 листопада 1943 року. Після цього відряджений в Далльгов-Деберіц для проходження курсів командира 6-ї танкової дивізії. 14 грудня 1943 року знову відправлений в резерв. З 1 січня по 20 лютого 1944 року — командир 1-ї танкової дивізії. Згодом призначений начальником відділу автотранспорту при Верховному головнокомандуванні вермахту і уповноваженим з питань транспорту в п'ятирічному плані. 9 травня 1945 року взятий в полон британськими військами. 24 лютого 1946 року звільнений і оселився в Берліні, де прожив решту життя. Похований на цвинтарі Waldfriedhof Dahlem.

## Нагороди
- Залізний хрест 2-го і 1-го класу
- Почесний хрест ветерана війни з мечами
- Медаль «За вислугу років у Вермахті» 4-го, 3-го, 2-го і 1-го класу (25 років)
- Пам'ятна військова медаль (Угорщина) з мечами
- Пам'ятна військова медаль (Австрія) з мечами
- Медаль за участь у Європейській війні (1915—1918) з мечами (Третє Болгарське царство)
- Німецька імперська відзнака за фізичну підготовку
- Медаль «У пам'ять 1 жовтня 1938»
- Застібка до Залізного хреста
  - 2-го класу (вересень 1939)
  - 1-го класу (23 травня 1940)
- Нагрудний знак «За танкову атаку»
- Нагрудний знак «За поранення» в сріблі
- Лицарський хрест Залізного хреста (15 липня 1941)
- Медаль «За зимову кампанію на Сході 1941/42»